# Coume
Coume település Franciaországban, Moselle megyében. Lakosainak száma 601 fő (2022. január 1.). Coume Guerting, Bisten-en-Lorraine, Denting, Falck, Hargarten-aux-Mines, Niedervisse, Ottonville, Téterchen és Varsberg községekkel határos.

## Népesség
A település népességének változása:
| Lakosok száma | 586  | 524  | 591  | 640  | 704  | 670  | 662  | 648  | 620  | 601  |
|               | 1968 | 1982 | 1999 | 2006 | 2011 | 2015 | 2017 | 2018 | 2020 | 2022 |